# Cryptocarya erythroxylon
Cryptocarya erythroxylon  es un árbol del bosque templado húmedo, que crece desde  Barrington Tops en Nueva Gales del Sur al centro-sur de Queensland.  Sus nombres comunes son fresno baya de paloma  (Pigeonberry Ash), Maple Rosa (Rose Maple) o Nogal Rosa (Rose Walnut). Es una de las  lauráceas más grandes de Australia. Los ejemplares maduros usualmente alcanzan los 35 metros de alto, y hay un árbol de 57 metros de altura en la frontera de Nueva Gales del Sur - Queensland.
El tronco con frecuencia está ensanchado en la base, y el tronco cilíndrico es una característica conspicua en el bosque lluvioso. Las hojas miden de 6 a 13 centímetros de largo, blancas y venosas en el envés. Las pequeñas flores color crema se forman a principios del verano, el fruto es una drupa negra que madura en los meses más fríos. La germinación ocurre fácilmente después de la remoción del arilo negro.

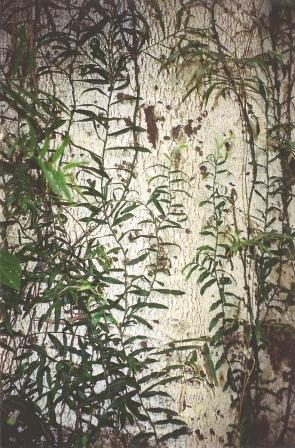
Corteza de Cryptocarya erythroxylon en Nueva Gales del Sur
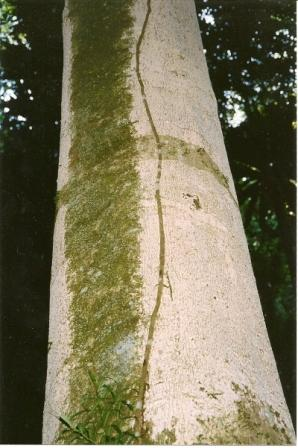
Corteza de Cryptocarya erythroxylon en Nueva Gales del Sur